# Mallekavu, Koratagere
Mallekavu là một làng thuộc tehsil Koratagere, huyện Tumkur, bang Karnataka, Ấn Độ.